# 小島麻子
小島 麻子（こじま あさこ、1975年11月11日 - ）は、群馬県出身の女性ラジオパーソナリティ。ホリプロ所属。

## 出演

### ラジオ

#### 現在
- Shibuya Village Voice　SHIBUYA-FM（金 11:00～12:00）

#### 過去
- NACK AFTER5　NACK5（2008年4月～2009年3月）
- BAY COMFORT　bayfm（2002年7月～2006年9月）
- EARY BIRD　InterFM（2002年10月～2006年4月）
- J-PHONE BLUESKY PROJECT 　TOKYO FM（JFN系列全国ネット）
- SHIBUYA music tower　ニッポン放送 (2000年10月～2001年9月)
- けんぢと麻子のブロードバンド!ニッポン(火 18:00-21:00 LFX488及びLFX BB)
- 音の穴　SHIBUYA-FM
- ANSWER（bayfm）